# Лондонський басейн

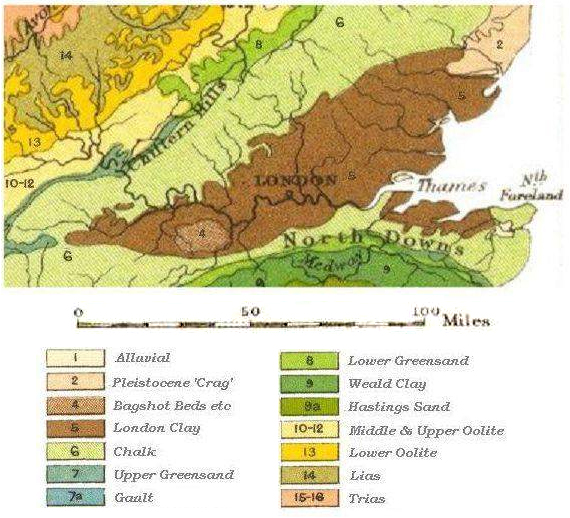
Геологічна карта Лондонського басейну

Лондонський басейн — витягнутий, приблизно трикутний осадовий басейн довжиною приблизно 250 км, що розташований під Лондоном та значною мірою  під південно-східною Англією, південним сходом Східної Англії та прилеглою акваторією Північного моря. 
Басейн утворився в результаті тектоніки стиснення, пов’язаної з альпійським горотворенням у палеогеновий період, і був переважно активним 40 — 60 мільйонів років тому.

## Межі та форма

### Просторові межі
Загальноприйнятими межами є пізньокрейдяного часу крейдяні ескарпи Чилтернз та Марлборо-Даунс на півночі та Норт-Даунс і Беркшир-Даунс на півдні. 
На південь лежать рівнини Вельд і Солсбері, а на північ — Ейлсбері-веїл. 
Приблизна західна межа знаходиться в районі Марлборо графства Вілтшир. 
Східний кінець зливається з басейном Північного моря, простягаючись на суші вздовж північного узбережжя Кента до Рекулвера і вгору східного узбережжя Ессекса і Саффолка, де він перекритий плейстоценовими відкладеннями, що покривають значну частину східного Саффолка і Норфолка, і їх краще розглядати як частину басейну Північного моря. 

Вісь басейну прямує із заходу на схід від Марлборо і Ньюбері (Беркшир) до Чертсі (Суррей), а потім трохи відхиляється на північ від сходу через Вестмінстер, проходячи посередині між Челмсфордом і Саутенд-он-Сі (Ессекс) до східного узбережжя між лиманами. Крауча і Блеквотер.
 
Попри те, що на північ від нинішнього гирла Темзи, ця лінія проходить значно на південь від центральної лінії басейну, яка є асиметричною, її південна кінцівка падає крутіше, ніж північна. 

### Геологічні межі

Геологічна карта південно-східної Англії та регіону навколо Ла-Маншу, що показує Лондонський басейн у регіональному контексті.

Басейн утворився на вершині крейдяної групи пізньої крейди, що оголюється у Чілтернз і Норт-Даунс. 
У центрі басейну крейда в основному вкрита палеоценовими, еоценовими та молодшими породами, хоча крейда також виходить на поверхню через локалізовані складки та розломи, наприклад у Віндзорському замку, Льюїшемі та Перфліті.  
Крейда утворює артезіанський басейн з джерелами прісної води, що виникають у річищі Темзи. 
У більшій частині басейну поверхнева порода — еоценова лондонська глина, оточена на околицях старішими відкладеннями. 
На великих територіях у напрямку до західного краю Лондонська глина перекрита досить молодими відкладеннями Бегшотської формації, утворюючи піщані пустища.

## Тектонічна історія

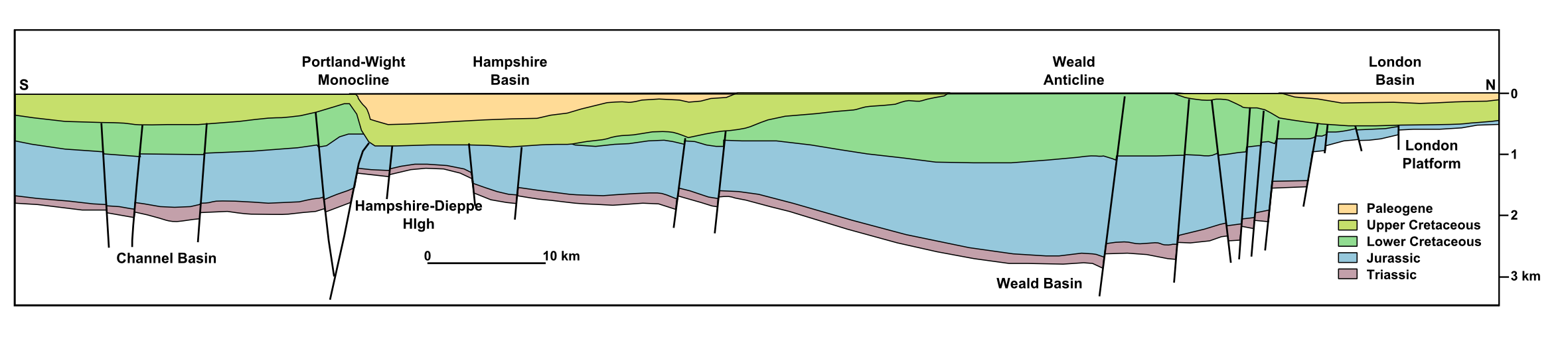
Поперечний розріз верхньої частини земної кори південної Англії з півночі на південь, що показує палеогеновий Лондонський басейн на півночі та Гемпширський басейн на півдні. Також видно перевернуту природу Вельда, що була басейном у ранню крейду і, таким чином, має відносно потужну нижньокрейдову товщу. Вертикальне збільшення 1:5.

Більша частина басейну на глибині підстилається блоком палеозойських порід, відомим як Лондонська платформа . 
Він відокремлений розломами від ранньокрейдового Вессекського басейну (що лежить під басейном Вельд і Гемпшир) на півдні та Вустерського басейну на заході. 
Вертикальні рухи цього блоку вплинули як на осадження, так і на структуру, в результаті чого багато мезозойських порід, що лежать під сусіднім Велдом, відсутні або є дуже тонкими. 
Породи тріасового віку відсутні під Лондоном, залягаючи на глибині лише на західній околиці басейну. 
Юрські гірські породи трапляються на ширшій території на заході та півдні, але також відсутні під самим Лондоном. 
У період ранньої крейди платформа була піднята та розмита, а ерозійний матеріал відкладався на південь як Велденська група. Рівень моря піднявся під час відкладення Нижньо-Грінсандської групи, але повністю вкрив платформу лише під час відкладення Голтської формації. 
Уся територія залишалася під водою протягом більшої частини пізньої крейди, хоча крейда містить рівні, що вказують на періоди ерозії.
Під час палеогену південний схід Англії був охоплений рухами, пов’язаними з утворенням Альп (альпійський орогенез). 
Одним із наслідків цього були відносні вертикальні рухи, коли східна частина Вессекського басейну була піднята як антикліналь Вельд-Артуа, а Лондонська платформа опускалася, утворюючи Лондонський басейн. 
До 320 м палеоценових і еоценових відкладень було відкладено в басейні. 
У плейстоцені море відступило з басейну, оскільки глобальний рівень моря впав через накопичення льодовикових покривів. 

## Осадове заповнення та стратиграфія
Лондонський басейн в основному заповнений палеогеновими відкладеннями. 
Найнижчою (найдавнішою) одиницею є Танетська формація (Танетський ярус, 56–58 мільйонів років 
), 
яка лежить неузгоджено на вершині крейди. 
Вона складається переважно з мілководних морських пісків. 
Танетську формацію перекриває Ламбетська група, яка була відкладена на прибережній рівнині та/або прилеглій мілководній акваторії протягом пізнього танетського та раннього іпрського періодів. 
Ламбетська група складається з формацій Апнор, Вулвіч і Редінг.
Ламбетську групу перекриває Темзинська група, що складається з двох формацій. Від старих до новіших – формації Гарвіч і Лондонська глиняна формація (відома своїми скам’янілими залишками). Вони були відкладені у мілководній акваторії, естуарії або прибережному рівнинному середовищі і були відкладені в Іпрський вік (55,8-48,6 мільйона років тому).
Темзинську групу перекриває Бреклшемська група, що складається з формацій Бегшот, Віндлшем і Камберлі-Санд. 
 
Група Браклешем також складається з мілководних морських і прибережних фаційних порід. 
Товщина сягає 140 м 

і має вік від пізнього іпрського до лютецького.

## Географія

### Дренаж
Басейн в основному дренується річкою Темза, але не збігається з дренажним басейном Темзи. 
Верхів'я Темзи прорізає Чілтернз через Герінг-Геп, і, отже, Темза дренує частини Котсволдз, долини Ваїт-Горз та Еїлсбері. 
Основним витоком у власне Лондонському басейні є Кеннет, що тече вздовж осі від району Мальборо, зливаючись із Темзою біля Редінгу.
На півдні річки, такі як Моул і Медвей, що витікають з Вельда, прорізають Норт-Даунс у басейн; вони, як припускають, датуються до ерозії купола Вельда. 

Вважають, що протягом плейстоценового льодовикового періоду нижня Темза була відхилена значно на південь від її попереднього річища, ближче до головної осі басейну, ймовірно, англійська стадія. 
Північно-східна частина басейну тепер дренується до Північного моря річками: Крауч, Блеквотер, Стоур і Орвелл.